# Oskar Pusch (Architekt)
Oskar Pusch (* 23. August 1877 in Dresden als Oscar Bernhard Pusch; † 8. Juni 1970 ebenda) war ein deutscher Architekt und sächsischer Baubeamter, sowie Heimatforscher und Autor.

## Leben
Pusch wurde als dritter Sohn eines Hofbeamten (Silberdiener) am Dresdner Königshof geboren. Er besuchte das Annen-Realgymnasium in seiner Heimatstadt und legte hier 1897 die Reifeprüfung ab. Danach schloss sich ein Studium der Architektur an der Technischen Hochschule Dresden u. a. bei Cornelius Gurlitt und Paul Wallot an.
Nach dem Studium und dem im Jahr 1900 bestandenen 2. Staatsexamen für das Hochbaufach zum Regierungsbaumeister (Assessor in der öffentlichen Bauverwaltung) ging er 1902, nachdem er im Frühjahr die 1. Staatshauptprüfung mit Auszeichnung bestanden hatte, nach München, wo er bis 1908 bei verschiedenen Architekten, wie Hans Grässel, Max Ostenrieder und Karl Bertsch, arbeitete. Es folgte bis 1912 eine Tätigkeit als selbstständiger Architekt in München. Von 1913 bis 1924 stand er im sächsischen Staatsdienst und war dort anfangs Mitarbeiter des Leiters der sächsischen Hochbauverwaltung Edmund Waldow. 1913 gewannen Pusch und Oskar Kramer bei einem Wettbewerb für den Neubau einer Galerie moderner Gemälde in Dresden den ersten Preis. Die folgenden Bauarbeiten im Anschluss an das alte Galeriegebäude wurden 1916 eingestellt. Anfang 1914 übernahm er die Planung des Neubaus der Deutschen Bücherei in Leipzig und wirkte auch bei der Ausführung sowie in allen technischen und künstlerischen Fragen mit. Am 2. September 1916 wurde die Deutsche Bücherei eingeweiht.
Pusch arbeitete danach als Baurat. Er entwarf zudem weitere Industriebauten, Hotels und Kinos und übernahm Mitte der 1930er Jahre die Bauleitung bei der ersten Erweiterung der Deutschen Bücherei.
In den 1920er und 1930er Jahren wirkte Pusch als Gutachter für den Landesverein Sächsischer Heimatschutz und gab in deren Auftrag Stellungnahmen zu eingereichten Bauanträgen, bisweilen sogar Gegenentwürfe, ab.
In seiner Freizeit war Pusch begeisterter Bergsteiger und Heimatforscher. Als Bergsteiger führte er in den Jahren vor dem Ersten Weltkrieg verschiedene Erstbegehungen von Kletterwegen im Klettergebiet Sächsische Schweiz durch, vor allem im Kleinen Zschand. Darunter ist auch der heute nach ihm benannte Puschweg (1902) am Kampfturm im Gebiet des Großen Zschand. 1918 wirkte Pusch als Berater bei der Gestaltung des Ehrenmals für die im Ersten Weltkrieg gefallenen Bergsteiger auf der Hohen Liebe (401 m) bei Ostrau (Sächsische Schweiz) mit. Besonders bemühte er sich aber um die geschichtliche Erforschung und Erhaltung der Dresdner Heide, weshalb dort die Puschquelle nach ihm benannt wurde.
Nach seinem Tod wurde Pusch in Schellerhau im Osterzgebirge beigesetzt, sein Nachlass gelangte in das Sächsische Hauptstaatsarchiv in Dresden.

## Bauten und Entwürfe
- 1916: Deutsche Bücherei in Leipzig[6]
- 1923–1924: Portikus der Messehalle für Werkzeugmaschinen in Leipzig
- 1924: Saulsches Haus in Dresden
- 1926: Industriekraftwerk Böhlen
- 1927: Berghotel Raupennest bei Altenberg (Erzgebirge)
- 1928–1929: Eierkühlhaus am Osthafen in Berlin-Friedrichshain
- Kühlhaus in Leipzig
- Gebäude der Deutschen Notenbank in Dresden
- Entwurf eines Messehotels in Leipzig
- Kraftwerk Espenhain

## Schriften
- Die Deutsche Bücherei nach dem ersten Jahrzehnt ihres Bestehens. Deutsche Bücherei, Leipzig 1925.
- Die Dresdner Heide und ihre Umgebung. Heinrich Verlag, Dresden 1932 (slub-dresden.de).